# Jerome Riské
Jerome Maria Riské (Temse, 14 augustus 1919 – aldaar, 17 december 2000) was een Belgische worstelaar en turner. Als turner nam hij deel aan de olympische spelen in 1952 te Helsinki en als worstelaar aan de Europese kampioenschappen van 1946 te Stockholm. 

## Privéleven
Jerome Riské werd geboren op 14 augustus 1919 als jongste zoon van vier. Zijn ouders waren Leo Riské en Dorothea Van Strydonck. Vader Leo was jarenlang de oudste inwoner van Temse. Hij overleed 40 dagen voor zijn honderdste verjaardag.
Riské ging als kind samen met zijn broers naar de onpartijdige Koninklijke Turnkring Rust Roest in Temse. Op 7-jarige leeftijd trad hij in de club. Hij werd getraind door zijn broers Cyriel, Hector en Emiel. Hij veroverde vijfmaal de eerste plaats tijdens het turnkampioenschap van België.
In 1942 vertrok hij samen met zijn broer Hector naar Noord-Duitsland om er gedurende 8 maanden lang schrijnwerker te zijn in een aardoliefabriek in Heide-Holstein. Buiten zijn sportcarrière had Jerome samen met zijn broers Hector en Cyriel een schrijnwerkersbedrijf "Gebroeders Riské".
Over heel zijn carrière nam hij aan zo'n 40 worstelwedstrijden deel en aan verschillende turnwedstrijden. In 1946 nam hij deel aan de Europese kampioenschappen worstelen vrije stijl in Stockholm. In 1948 stopte hij met het worstelen en koos hij opnieuw voor de turnsport. In 1950 nam hij deel aan de wereldkampioenschappen turnen in Bazel en in 1952 aan de Olympische Spelen in Helsinki. In september 1953 kreeg Jerome verwondingen door een ongeval aan de rekstok. Hierdoor moest hij noodgedwongen stoppen met kunstturnen. In 1959 trainde hij met kunstduiker Hugo Speelman om na 6 maanden te trainen een 5de plaats te halen tijdens het Kampioenschap van België Kunstduiken op 3 meter.

## Palmares

### Worstelen
- 1946:  Kampioenschap van België vrije stijl pluimgewicht
- 1946: deelname Europees kampioenschap te Stockholm vrije stijl lichtgewicht

### Turnen
- 1948:  Kampioenschap van België - tweede categorie
- 1949: 6e plaats België - Holland
- 1950:  Kampioenschap van België - 148,10 p
- 1950: 4e plaats België - Zweden (1e Belg)
- 1950: 2e plaats België - Holland (1e Belg)
- 1950: 1ste plaats wisselbeker Vrijheidsliefde Gent
- 1950: 40e plaats Wereldkampioenschappen in Bazel, Zwitserland - 155,1j5 p
- 1951:  Kampioenschap van België
- 1951: 2e plaats België - Noord-Frankrijk (1e Belg)
- 1952:  Kampioenschap van België
- 1952: 3de plaats Noorwegen - België in Stavanger
- 1952: 1e plaats Noorwegen - België in Bergen
- 1952: 164e plaats Olympische Spelen in Helsinki, Finland
- 1952: 2e plaats Noord-Frankrijk - België in Stavanger
- 1952: 1e plaats wisselbeker vrijheidsliefde Gent
- 1953:  Kampioenschap van België
- 1953: 2e plaats Duitsland - België in Bergisch Gladbach

### Duiken
- 1959: 5e plaats Kampioenschap van België Kunstduiken op 3 meter

## Onderscheidingen
- 1952: Bronzen Medaille voor Sportverdienste uitgereikt door Minister van Volksgezondheid De Taye
- 1956: Zilveren medaille voor Sportverdienste door minister Leburton